# Norihiro Satsukawa
Norihiro Satsukawa (jap. 薩川 了洋, Satsukawa Norihiro; * 18. April 1972 in der Präfektur Shizuoka) ist ein ehemaliger japanischer Fußballspieler und -trainer.

## Karriere

### Spieler
Satsukawa erlernte das Fußballspielen in der Schulmannschaft der Shimizu Commercial High School. Seinen ersten Vertrag unterschrieb er 1991 bei All Nippon Airways. Der Verein spielte in der höchsten Liga des Landes, der Japan Soccer League. Mit Gründung der Profiliga J.League 1992 und der damit verbundenen Neuorganisation des japanischen Fußballs wurde All Nippon Airways zu den Yokohama Flügels. 1993 und 1998 gewann er mit dem Verein den Kaiserpokal. Für den Verein absolvierte er 162 Erstligaspiele. 1999 wechselte er zum Ligakonkurrenten Kashiwa Reysol. 1999 gewann er mit dem Verein den J.League Cup. Für den Verein absolvierte er 161 Erstligaspiele. Ende 2005 beendete er seine Karriere als Fußballspieler.

### Trainer
Satsukawa absolvierte verschiedene Stationen als Trainer und Co-Trainer und ist aktuell als Trainer von Sakai Trinitas tätig.
| Von        | Bis        | Verein              | Rolle                                    |
| ---------- | ---------- | ------------------- | ---------------------------------------- |
| 01.02.2007 | 31.01.2008 | Kashiwa Reysol      | Mitarbeiter im Nachwuchsleistungszentrum |
| 01.02.2008 | 31.01.2010 | Nagano Parceiro     | Co-Trainer                               |
| 01.02.2010 | 31.01.2013 | Nagano Parceiro     | Trainer                                  |
| 01.02.2013 | 31.01.2016 | FC Ryūkyū           | Trainer                                  |
| 01.02.2016 | 18.08.2016 | SC Sagamihara       | Trainer                                  |
| 01.02.2017 | 31.01.2019 | Nara Club           | Trainer                                  |
| 01.02.2019 | 31.01.2020 | Band. Kakogawa      | Trainer                                  |
| 01.02.2020 | 31.03.2021 | SC Sagamihara       | Co-Trainer                               |
| 01.09.2021 | 22.05.2022 | SC Sagamihara (U18) | Trainer                                  |
| 23.05.2022 | 31.01.2023 | SC Sagamihara       | Trainer                                  |
| 01.02.2023 | 31.01.2024 | SC Sagamihara (U18) | Trainer                                  |
| 01.02.2024 |            | Sakai Trinitas      | Trainer                                  |

## Erfolge

### Spieler
Yokohama Flügels
- Kaiserpokal

Sieger: 1993, 1998
Finalist: 1997
Kashiwa Reysol
- J.League Cup

Sieger: 1999